# Porphyrinia albicans
Porphyrinia albicans là một loài bướm đêm trong họ Noctuidae.